# Щенніков Євген Олександрович
Євген Олександрович Щенніков (11 листопада 1976, м. Тернопіль — 28 липня 2022, Запорізька область, Україна) — український військовослужбовець, солдат Збройних сил України, учасник російсько-української війни. Почесний громадянин міста Тернополя (2022, посмертно).

## Життєпис
Євген Щенніков народився 11 листопада 1976 року у місті Тернополі.
Навчався у Тернопільській спеціалізованій школі № 5, закінчив факультет міжнародних відносин Західноукраїнського національного університету з відзнакою. Працював комерційним директором та топ-менеджером у міжнародних компаніях. 20 червня 2018 року офіційно розлучився.
Служив в 16-ому Окремому стрілецькому батальйоні. Помер 28 липня 2022 року у Запорізькій клінічній лікарні внаслідок важких поранень, спричинених обстрілом танка. Похований 3 серпня 2022 року на Алеї Героїв Микулинецького кладовища м. Тернополя. Залишилася дочка Тетяна.
На сесії Тернопільської міської ради у червні 2024 року прийнято рішення про найменування двох вулиць в житловому районі «Південний». Враховуючи звернення бойових побратимів, громадськості та мешканців вулиці Проектна-215 присвоєно назву «вулиця Євгена Щеннікова». 

## Нагороди
- почесний громадянин міста Тернополя (22 серпня 2022, посмертно)[2][3].